# David Hartley
David Hartley (Illingworth, Halifax, 1705. augusztus 30. – Bath, 1757. augusztus 28.) angol filozófus.

## Élete
Előbb teológiát, majd orvostant és filozófiát tanult és mint gyakorlati orvos végezte be életét.

## Filozófiája
Lélektani munkájával: Observations on man, his frame, his duty and his expectations (2 köt., London 1749) megalapítója annak a sajátos angol lélektani iránynak, melyet asszociációs lélektannak neveznek. A lelki jelenségeket az angol empírizmus értelmében primitív benyomásokból (idea) és e benyomások kapcsolatából származtatja, egyszersmind filozófiai alapot is keres elmélete számára. A benyomásoknak agyvelő-lengések felelnek meg, a benyomások társulásának lengéstársulások. Hartley közel jár a materializmushoz, de nem vallja; ragaszkodik elmélete dacára a spiritualizmushoz, isten és a lélek halhatatlansága fogalmához. Lélektani elmélete és fiziológiai föltevései sok tekintetben megegyeznek a mai fölfogással, melynek ő egyengette útját.